# Szakmár
Szakmár este un sat în districtul Kalocsa, județul Bács-Kiskun, Ungaria, având o populație de 1.244 de locuitori (2011). 

## Demografie
Componența etnică a satului Szakmár
     Maghiari (93,3%)
     Romi (3,88%)
     Germani (2,2%)
     Necunoscut (0,62%)
     Alții (0,62%)
Componența confesională a satului Szakmár
     Romano-catolici (63,99%)
     Fără religie (8,52%)
     Reformați (7,88%)
     Necunoscută (19,21%)
     Luterani (0,4%)
     Alte religii (1,05%)
Conform recensământului din 2011, satul Szakmár avea 1.244 de locuitori. Din punct de vedere etnic, majoritatea locuitorilor (93,3%) erau maghiari, existând și minorități de romi (3,88%) și germani (2,2%). Apartenența etnică nu este cunoscută în cazul a 0,62% din locuitori.  Din punct de vedere confesional, majoritatea locuitorilor (63,99%) erau romano-catolici, existând și minorități de persoane fără religie (8,52%) și reformați (7,88%). Pentru 19,21% din locuitori nu este cunoscută apartenența confesională.